# Папірус Еберса

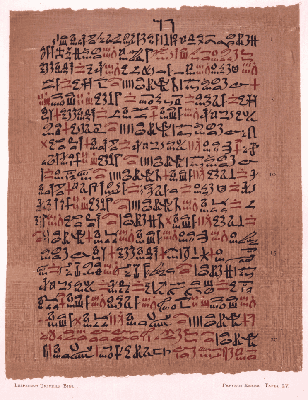
Оригінальний лист з текстом з папірусу Еберса (розділ про астму)

Папі́рус Е́берса — медичний твір, написаний ієратичним письмом на папірусі і складений в Стародавньому Єгипті. Поряд з папірусом Едвіна Сміта його відносять до найстаріших із відомих збережених рукописів і, особливо, текстів медичного змісту. Містить великий список різних хвороб, інформацію про їхні симптоми, заходи діагностики та методи лікування. У ньому є, зокрема, опис приготування ліків і методів лікування в галузі травматології, боротьби з паразитами, стоматології, а також з гінекології та контрацепції.

## Датування та виявлення
Раніше більшість дослідників відносили створення папірусу Еберса до останньої чверті XVI століття до н. е. (версія Ріхарда Лепсіуса). Однак сучасні палеографійні дослідження доводять, що папірус був написаний кількома десятиліттями раніше, в роки правління фараона Яхмоса I і, вочевидь, він містить витяги з ще більш ранніх творів.
Цей папірус виявив німецький єгиптолог і письменник Георг Еберс у Фівах (Верхній Єгипет) взимку 1872/1873 років та придбав його для Лейпцигського музею. У 1874 році Г. Еберс його опублікував. У роки Другої світової війни, внаслідок бомбардувань Лейпцига англо-американською авіацією, папірус сильно постраждав. З 108 розділів списку (розділи 28-29 були при складанні пропущені) були втрачені розділи 48, 49, 55, 80-82, 93/110, 98/106, 99, 100/104, 101, 102/103 і 105. Сильно пошкоджені і збереглися лише у фрагментах розділи 54, 56, 94 і 109. Сам папірус мав вигляд довгого сувою (більше 20 метрів завдовжки). З 2010-х років його зберігають у бібліотеці Лейпцизького університету.

## Медичний зміст
Папірус Еберса являє собою свого роду «медичну енциклопедію» древніх єгиптян. У ньому містяться більш 900 прописів ліків для лікування хвороб шлунково-кишкового тракту, дихальної і серцево-судинної систем, порушень слуху і зору, різного роду інфекційних хвороб та глистяних інвазій. Єгипетські лікарі використовували мазі, пластири, примочки, мікстури, клізми та інші лікарські засоби. Основами для приготування ліків служили молоко, мед, пиво, вода священних джерел, рослинні олії. Деякі прописи містили до 40 компонентів, багато з яких не вдалося поки ідентифікувати, що ускладнює їх вивчення. До складу ліків входили рослини (цибуля, гранат, алое, виноград, фініки, снодійний мак, лотос, папірус тощо), мінеральні речовини (сірка, сурма, залізо, свинець, алебастр, сода, глина, селітра тощо), а також частини тіла різних тварин.
Крім розділів про захворювання очей і шкіри, а також кишечника і боротьби з гельмінтами та іншими паразитами, в папірусі розглядають питання гінекології й запобігання вагітності, хірургічного лікування наривів і пухлин, стоматології, вправляння вивихів, догляду за опіками. Окремий розділ присвячений роботі серця і кровоносних судин. Хоча єгиптяни приписували діяльності серця набагато більше значення — в тому числі «управління» всіма рідинами людського тіла (рухом сечі, поту, сліз, сперми), в той же час вони правильно вказували на наявність кровоносних судин у всіх частинах тіла і в серці, на його скорочувальну діяльність, відзначаючи це як рушійну силу крові. Крім цього, невеликий розділ присвячений нервовим захворюванням (депресії).

## Астрономічний зміст
На зворотному боці списку знаходяться зауваження з приводу геліактичного сходу Сіріуса, записані пізніше основного тексту, не мають з ним зв'язку і зроблені в період між 1531 і 1516 роками до н. е. Тут також зроблені нотатки календарного змісту щодо років правління фараона Аменхотепа I. Вказується, що день 9-го епі-фі є новорічним в давньоєгипетському місячному календарі. Згідно папірусу Еберса, згодом жерці видали указ «про необхідність перевести календар відповідно до справжнього». Цей указ приписував раз на 4 роки додавати по одному дню до року, що складався з 360 днів, а згодом було наказано додати ще 5 днів. 